# Atletismo nos Jogos Pan-Americanos de 1955 - Revezamento 4x100 m feminino
A prova do revezamento 4x100 m feminino nos Jogos Pan-Americanos de 1955 foi realizada na Cidade do México, México.

## Medalhistas
| Ouro                                                                     | Prata                                                                        | Bronze                                                             |
| USA Estados Unidos Barbara Jones Isabelle Daniels Mae Faggs Mabel Landry | ARG Argentina Lilián Heinz Lilián Buglia María Luisa Castelli Gladys Erbetta | CHI Chile Elda Selamé Eliana Gaete Teresa Venegas Betty Kretschmer |

### Final
| Posição           | Nação              | Nomes                                                             | Tempo | Notas |
| ----------------- | ------------------ | ----------------------------------------------------------------- | ----- | ----- |
| Medalha de ouro   | USA Estados Unidos | Barbara Jones, Isabelle Daniels, Mae Faggs, Mabel Landry          | 47.12 |       |
| Medalha de prata  | ARG Argentina      | Lilián Heinz, Lilián Buglia, María Luisa Castelli, Gladys Erbetta | 47.27 |       |
| Medalha de bronze | CHI Chile          | Elda Selamé, Eliana Gaete, Teresa Venegas, Betty Kretschmer       | 49.49 |       |